# Cộng hưởng sắt từ
Cộng hưởng sắt từ (tiếng Anh: Ferromagnetic resonance, viết tắt: FMR), là một kỹ thuật quang phổ để thăm dò từ hóa của vật liệu sắt từ. Nó là một công cụ tiêu chuẩn để thăm dò sóng spin và spin động. FRM nói chung tương tự với cộng hưởng thuận từ electron (EPR), và hơi giống cộng hưởng từ hạt nhân (NMR) chỉ khác là FMR thăm dò mẫu từ hóa từ mô men từ của cặp lưỡng cực ngoại trừ electron lẽ cặp, trái lại NMR lại đo mô men từ của hạt nhân nguyên tử che bởi nguyên tử hoặc quỹ đạo phân tử xung quanh như hạt nhân của spin nhân không-zero.

## Lịch sử
Cộng hưởng sắt từ được vô tình phát hiện bởi V. K. Arkad'yev khi ông quan sát sự hấp thụ bức xạ UHF bởi vật liệu sắt từ vào năm 1911. Giải thích định tính của FMR cùng với giải thích của các kết quả của Arkad'yev được trình bày bởi Ya. G. Dorfman vào năm 1923 khi ông đề xuất rằng quá trình dịch chuyển quang theo phép tách Zeeman có thể là cách thức để nghiên cứu cấu trúc của sắt từ.

## Mô tả
FMR xuất hiện từ chuyển động tuế sai Từ cảm {\displaystyle \scriptstyle {\vec {M}}} (thường khá lớn) của một vật liệu sắt từ trong từ trường ngoài {\displaystyle \scriptstyle {\vec {H}}}. Từ trường này gây ra một mô men xoắn lên vật mang từ tính sẽ gây ra mô men Từ trong vật này làm nó chuyển động tuế sai. Tần số tuế sai của từ hóa này phụ thuộc vào hướng đặt vật liệu, cường độ của trường từ, cũng như độ từ hóa vĩ mô của vật; tần số tuế sai hiệu dụng của sắt từ thấp hơn nhiều so với tần số tuế sai quan sát được đối với electron tự do trong EPR. Hơn nữa, chiều dài của đỉnh hấp thụ  có thể tác động lớn đến cả hiệu ứng lưỡng cực-hẹp và trao đổi mở rộng (lượng tử). Ngoài ra, không phải tất cả đỉnh hấp thụ quan sát trong FMR đều được gây ra bởi chuyển động tuế sai của mô men Từ của electron trong sắt từ. Do đó, phân tích lý thuyết của phổ FMR sẽ phức tạp hơn nhiều so với phổ EPR hoặc phổ NMR.
Thiết lập cơ bản cho một thí nghiệm FMR là một hốc cộng hưởng với một nam châm điện. Hốc cộng hưởng được cố định tại một dãi vi ba siêu cao tần. Một cảm biến được đặt tại phía cuối hốc này để phát hiện các vi ba. Mẫu sắt từ được đặt giữa hai cực của nam châm điện và trường từ sẽ quét qua trong khi cường độ hấp thụ cộng hưởng của vi ba được phát hiện. Khi tần số tuế sai từ hóa và tần số hốc cộng hưởng bằng nhau, việc hấp thụ sẽ tăng rõ ràng và được chỉ thị bởi sự giảm cường độ chuyển động tuế sai trong bộ cảm biến.